# Heinrich Simon (Fußballspieler)
Heinrich Simon (* 14. Juli 1909; † 8. Oktober 1969) war ein deutscher Fußballspieler.

## Werdegang
Der rechte Außenstürmer Heinrich Simon spielte für den FC Schalke 04. Mit den Schalkern wurde er 1930 westdeutscher Meister und erreichte bei der deutschen Meisterschaft das Viertelfinale. Am Saisonende wechselte Simon zu Teutonia Lippstadt, nachdem er wegen überhöhter Spesenzahlungen zum Berufsspieler erklärt worden war und eine Sperre erhielt. 1934 kehrte er als Spieler nach Schalke zurück. Als Soldat verlor er im Zweiten Weltkrieg sein rechtes Bein. Nach Kriegsende wirkte er als Geschäftsführer beim FC Schalke 04.